# Aditi Avasthi
Aditi Avasthi é uma empresária indiana, fundadora e CEO da Embibe, uma empresa de tecnologia educacional com sede em Bangalor. Aditi foi classificada entre as 100 mulheres da BBC em 2017. Em 2018, ela foi escolhida a Mulher do Ano pela Vogue.

## Infância e educação
Avasthi nasceu em Ludhiana, Punjab, na Índia, em 10 de dezembro de 1981, filha de Arun Kumar e Veena Avasthi. Ela estudou em várias escolas no seu país. E durante o ensino médio, ficou intrigada com as plataformas de educação personalizada.
Avasthi formou-se em engenharia pela Thapar University em 2003 e fez MBA em Finanças e Marketing pela Booth School of Business da Universidade de Chicago em 2010.

## Carreira
Após estudar na Índia, Aditi iniciou sua carreira na Tata Consultancy Services, onde colaborou para o crescimento de novas iniciativas de negócios no Reino Unido. Enquanto estava na Tata Consultancy Services, ela ganhou o projeto AIMI Young Leaders, embora sua indicação para o prêmio tenha sido inicialmente rejeitada porque ela era muito jovem.
Após seu MBA, ela ingressou no Barclays como vice-chefe de produto e chefe de estratégia da divisão de mobile banking na África. Mais tarde, mudando-se para Delaware, EUA, no ano de 2012, ela trabalhou no Barclaycard como Diretora de Desenvolvimento Corporativo em Mobile Commerce Business por um ano. No Barclays, Avasthi contribuiu para a estratégia geral de negócios móveis e também liderou o design dos casos de negócios sobre a monetização do comércio móvel.
Em 2012, ela fundou a Embibe, com um financiamento de $ 700.000 de familiares e amigos, e recebeu mais investimentos da Kalaari Capital e Lightbox Ventures no ano seguinte. A plataforma consiste em um mecanismo personalizado para educação, baseando-se em um gráfico de conhecimento que conecta o currículo de todas as séries e contexto de aprendizagem juntos, para que os alunos possam alcançar seus resultados de aprendizagem almejados. A plataforma também disponibiliza serviços baseados no Concurso de Admissão Conjunta – Avançado. Mais tarde, ela conduziu uma rodada corporativa de sucesso com a Reliance Industries em 2018. E em abril de 2018, a Reliance Industries Limited anunciou um investimento de US$ 180 milhões na Embibe.
Avasthi falou sobre seu negócio: "Administrar meu próprio negócio e ser capaz de dar vida à minha visão de interromper o sistema educacional usando ciência e tecnologia de dados me deixa mais determinada a atingir meus objetivos. Paciência, persistência e capacidade de realizar várias tarefas vêm naturalmente para mim, assim como para a maioria das mulheres, de modo que é uma grande vantagem começar do zero."

## Prêmios
- Fortune's 40 Under 40, em 2015 [9]
- Business Impact Woman Entrepreneur of the Year, Digital Disruptor [10]
- BBC 100 Mulheres por abordar o analfabetismo em 2017[11]
- 40 Under 40 pela Business World 2017 [12]
- Mulher do Ano Vogue em 2018[13]